# Alyxia pseudosinensis
Alyxia pseudosinensis är en oleanderväxtart som beskrevs av Charles-Joseph Marie Pitard. Alyxia pseudosinensis ingår i släktet Alyxia och familjen oleanderväxter. Inga underarter finns listade i Catalogue of Life.